# 猿脳

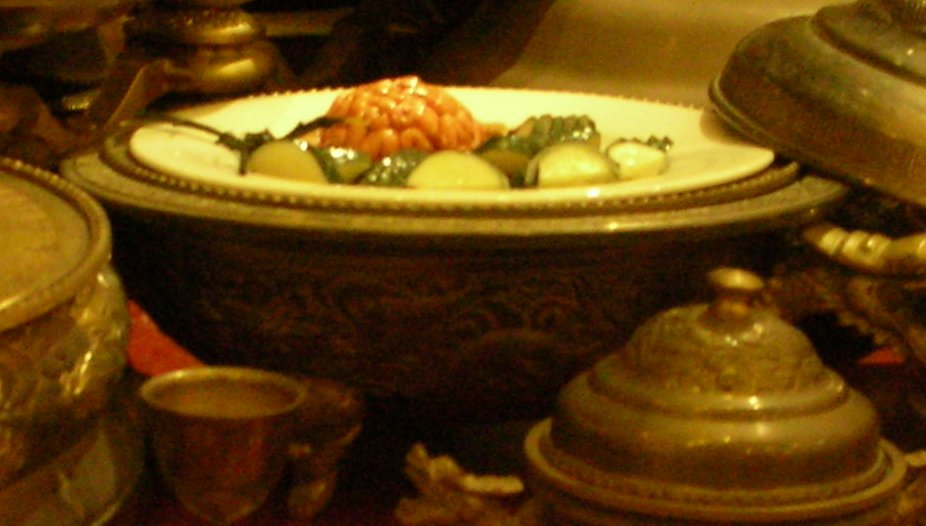
猿脳（稻鄉飲食文化博物館の展示物）

猿脳（えんのう）は、食料または薬餌としてのサルの脳味噌である。主に中国で食される。

## 概要
特に中国の高級珍味であると考えられている（清王朝時代の北京における宮廷料理、満漢全席に供されていたことからもそのイメージは強い）。ヒトが他の生物の脳を食べることはあるものの（特に魚介類など）、ヒトの近縁種であるサルの脳を取り出し、脳であると分かる状態で食べることから、人種・文化を問わずに衝撃を与えることが多く、その是非を巡って論難や偏見などが発生しやすい。一方で、「ゲテモノ食」として好奇心を煽る面もある。また、食することによりクロイツフェルト・ヤコブ病に感染する危険がある。
生で供食されるときには、殺されたばかりの新鮮な猿の頭からスプーンやストローを用いて直に食べるとも言われる。ただし信憑性には疑問符も付けられ、往々にして都市伝説であると片付けられる。
いくつかの情報によると、あるレストランでは猿脳を真ん中に猿の首の大きさ程度に穴が開いた特別なテーブルで提供している。猿は動けないように縛り上げられ、調理人によって頭頂部の頭蓋骨がナイフによって除去される。猿は生きたままの状態で、その脳が露出した頭部をボウルとして使うように食卓の下に置かれる。酒を注ぎ入れて脳と混ぜ合わせることもある（猿を興奮させるとより旨味が出るという説がある）。そして、食事客は唐辛子と塩漬けにした生姜を調味料として、脳をすくい取って食べるのである。その過程でその食べ物とされる猿は意識朦朧として、まもなく死に至ることとなる。
特に猿の脳は食中毒を治療すると信じられたために、猿脳の習慣は乱獲を引き起こすといわれた。中国政府は雲南省金絲猴を1977年に最高保護リストに掲載したが、一部地域の料理では珍味とされたため、猿の脳の密猟は続いた。現在では法規制が厳しく、他の動物で代用されることがあるため、あからさまに食べられることは無くなった。また、猿を食べる行為に対してはエボラ出血熱やHIVおよびCJDに感染する危険性も指摘されている。
19世紀に、清の張海漚 (Zhang Hai Ou) によって著された『曼陀羅軒閒話』は、中国の様々な地域の漢方薬や食品知識をまとめたものである。この文書は16世紀の中国全土を旅した将軍によって記述されたものを含むが、彼が出席した祝宴で生きた猿脳が供される描写がある。
イギリスのダイアナ妃の元執事であるポール・バレルは、サウジアラビアを訪問したときにバナナの葉とココヤシに載った猿脳を供されたという。

## 映画など
- Il Paese del sesso selvaggio（1972）- Umberto Lenzi監督によるイタリアのソフトポルノ/人肉食映画。タイ王国での猿脳シーンがある。
- Faces of Death（1978、邦題「ジャンク／死と惨劇」）- 中東のシーンにおいて、伝統的な食事をしている一団が穴の開いたテーブルを使っている。
- セーラー服と機関銃　完璧版（1982）- 三國連太郎演じる、太っちょこと三大寺一の好物が猿脳で、その猿脳を食するシーンがある。なお、この猿脳を食するシーンは「完璧版」にしかない。
- インディ・ジョーンズ/魔宮の伝説（1984）- 冷えた猿の脳がインドでデザートとして提供されている。
- 殺人ゲームへの招待（1985）- 序盤の晩餐会のシーンで猿脳が登場する。
- 金玉満堂/決戦!炎の料理人（1995） - クライマックスの料理対決のシーンで満漢全席の一品として猿脳が登場する。
- Elsewhereless（1998） - アフリカでの現代オペラセットでは生きた猿脳シーンを取り上げている。